# Pilotrichum solitarium
Pilotrichum solitarium là một loài rêu trong họ Pilotrichaceae. Loài này được (Brid.) Müll. Hal. mô tả khoa học đầu tiên năm 1851.